# Adam Makowicz
Adam Makowicz, geboren als Adam Matyszkowicz (Hnojník, 18 augustus 1940), is een Pools-Canadees pianist en componist die tegenwoordig in Toronto woont. Hij speelt zowel jazz als klassieke pianostukken en eigen composities.

## Biografie
Adam Makowicz werd geboren in een Poolse familie in Hnojník, Tsjechië, waar een Poolse minderheid woont. Na de Tweede Wereldoorlog groeide hij op in Polen en studeerde hij klassieke muziek op het Chopin Conservatorium te Krakau. Ondanks de culturele restricties vastgelegd door het communistische regime, ontwikkelde hij een passie voor jazz en begon hij zijn carrière met het geven van jazzoptredens in Krakau en Europa. Tegen 1970 had Makowicz zich als een van de toonaangevende jazzpianisten in Europa een naam verworven. Vanaf 1977 begon hij ook in de VS op te treden en vanaf 1978 woonde hij ook daar in New York. Vanaf 1980 mocht Makowicz niet meer in Polen komen en hij nam daarom, met andere Polen wonend in de VS, deel aan Ronald Reagans actie "Let Poland Be Poland". In 2000 verhuisde hij dan naar Toronto, Canada, waar hij nog steeds woont.

## Gebruikte piano's
- Bösendorfer
- Steinway & Sons
- Baldwin
- C. Bechstein Pianofortefabrik
- Bluthner
- Fazioli
- Rhodes
- Yamaha

## Geproduceerde lp-, cd- en dvd-opnamen
- 1965    AM trio with Novi Singers Exlibris GC, Zurich Switzerland
- 1968    Novi in Wonderland Saba SB. West Germany
- 1968    New Faces in Polish Jazz. Muza. Poland
- 1973    "Adam Makowicz Unit" Polish Jazz, Vol. 35 Muza. Poland
- 1975    Live Embers - Adam Makowicz, Piano Muza SX 1218. Poland
- 1975    Tomasz Stanko & Adam Makowicz Unit JG Records. West Germany
- 1977    "Adam"  CBS Columbia
- 1983    "The Name is Makowicz"  live at Sheffield Lab with Phil Woods, Marc Johnson, Bill Goodwin, and Gene Estes
- 1986    "Moonray"
- 1987    "Interface"
- 1993    The Music of Jerome Kern  Concord / Bellaphon, Germany
- 1993    Live at Maybeck Recital Hall Concord / Bellaphon, Germany
- 1994    My Favorite Things: The Music of Richard Rodgers ) Concord
- 1997    A Tribute to Art Tatum   VWC Records
- 1998    Gershwin Bank Slaski. Poland
- 2000    "Reflections on Chopin" AM Records
- 2000    Adam Makowicz plays Duke Ellington Musicians Showcase Records. USA
- 2003    Songs for Manhattan Adam Makowicz, solo piano. USA
- 2003    "A Tribute to George Gershwin" with the Orchestra Della Svizzera Italiana. (DVD) Image Entertainment
- 2004    Makowich vs Mozdzer at Carnegie Hall Pomaton. EMI.
- 2006    "From My Field"  Classical music of Chopin, and jazz themes of Gershwin, Berlin, Kern, and Porter.
- 2007     "Indigo Bliss"  Jaymz Bee / Univesal Music Canada